# 格拉西莫夫
格拉西莫夫（羅馬化：Gerasimov；男）、格拉西莫娃（Герасимова，羅馬化：Gerasimova；女）是俄语大姓之一，源自名字格拉西姆（羅馬化：Gerasim），该姓氏的人物有（橙色鏈為接消歧義頁鏈接）：

## 格拉西莫夫
- 德米特里·格拉西莫夫（英语：Dmitry Gerasimov），（约1465年—1535年之后），莫斯科大公国翻译家、外交官和文献学者。
- 根納季·伊萬諾維奇·格拉西莫夫（1930年—2010年），蘇聯及俄羅斯外交官
- 伊萬·格拉西莫夫：
  - 伊萬·亞歷山德羅維奇·格拉西莫夫（烏克蘭語：Герасимов Іван Олександрович）（1921年—2008年），苏联将军，烏克蘭政治人物。
  - 伊萬·尼古拉耶維奇·格拉西莫夫（俄语：Герасимов, Иван Николаевич）（1921年—2002年），蘇聯空軍指揮官
- 米哈伊爾·格拉西莫夫：
  - 米哈伊爾·米哈伊洛維奇·格拉西莫夫：
    - 米哈伊尔·米哈伊洛维奇·格拉西莫夫（1907年—1970年），苏联人类学家、考古学家、雕塑家。
    - 米哈伊尔·米哈伊洛维奇·格拉西莫夫（俄语：Герасимов, Михаил Михайлович (художник-постановщик)）（1936年—1997年），美術指導
    - 米哈伊尔·米哈伊洛维奇·格拉西莫夫（1938年—），藝術家

  - 米哈伊爾·普羅高菲維奇·格拉西莫夫（俄语：Герасимов, Михаил Прокофьевич）（1889年—1937年），俄國詩人
- 謝爾蓋·格拉西莫夫：
  - 谢尔盖·阿波里纳里耶维奇·格拉西莫夫（1906年—1985年），著名苏联电影导演和编剧。格拉西莫夫电影学院以他的名字命名。
  - 谢尔盖·瓦西里耶维奇·格拉西莫夫（1885年9月—1964年），苏联画家、艺术家、教授。
- 瓦列里·格拉西莫夫（1955年—），俄罗斯武装部队总参谋长兼国防部第一副部长。
- 維塔利·格拉西莫夫（1977年—），俄罗斯陆军少将，中央军区第41联合武装集团军参谋长、第一副司令。

### 合成姓
- 阿列克謝·格拉西莫夫-濟別林（俄语：Антоний (Зыбелин)）（1730年—1797年），俄羅斯正教會主教

## 格拉西莫娃
- 安娜·格拉西莫娃（俄语：Герасимова, Анна Георгиевна）（1961年—），藝名烏姆卡，俄羅斯歌手

|  | 本页或本分段罗列了姓氏为「格拉西莫夫」的人物。 如果是一个指代特定个人的内链将您引导到本页，請考慮修正該人物的名字以將链接指向正確的條目。 |